# Pseudendacusta morillum
Pseudendacusta morillum is een rechtvleugelig insect uit de familie krekels (Gryllidae). De wetenschappelijke naam van deze soort is voor het eerst geldig gepubliceerd in 1983 door Daniel Otte en Richard D. Alexander.
De soort komt voor in de bergen van Noordoost-Queensland. Het holotype is gevonden in 1967 ten noorden van Mount Carbine, Queensland.